# Ciclismo nos Jogos Pan-Americanos de 2023 - Cross-country feminino
A prova do cross-country feminino do ciclismo nos Jogos Pan-Americanos de 2023 foi disputada em 21 de outubro de 2023 no percurso montado nos arredores do Estádio San Carlos de Apoquindo. Um total de 16 ciclistas de oito Comitês Olímpicos Nacionais (CON) participaram do evento.

## Calendário
Horário local (UTC−3).
| Data          | Hora  | Fase  |
| ------------- | ----- | ----- |
| 21 de outubro | 11:30 | Final |

## Medalhistas
| Ouro   | CAN Jennifer Jackson  |
| Prata  | CHI Catalina Vidaurre |
| Bronze | BRA Raiza Goulão      |

## Resultados
As competidoras fazem uma largada coletiva e as que completaram o percurso total de 25,2 quilômetros (6 voltas de 4,2 km) mais rapidamente definiram as medalhistas.
| Pos.              | Ciclista          | CON                                 | Tempo   | Dif.   |
| ----------------- | ----------------- | ----------------------------------- | ------- | ------ |
| Medalha de ouro   | Jennifer Jackson  | CAN Canadá                          | 1:20:35 |        |
| Medalha de prata  | Catalina Vidaurre | CHI Chile                           | 1:23:20 | +2:45  |
| Medalha de bronze | Raiza Goulão      | BRA Brasil                          | 1:24:57 | +4:22  |
| 4                 | Agustina Apaza    | ARG Argentina                       | 1:25:51 | +5:16  |
| 5                 | Karen Olímpio     | BRA Brasil                          | 1:27:00 | +6:25  |
| 6                 | Ana María Roa     | COL Colômbia                        | 1:29:03 | +8:28  |
| 7                 | Sandra Walter     | CAN Canadá                          | 1:30:48 | +10:13 |
| 8                 | Adriana Rojas     | CRC Costa Rica                      | 1:31:30 | +10:55 |
| 9                 | Gloria Garzón     | COL Colômbia                        | 1:31:35 | +11:00 |
| 10                | Erika Rodríguez   | MEX México                          | –1 LAP  |        |
| 11                | Florinda de León  | EAI Equipe de Atletas Independentes | –1 LAP  |        |
| 12                | Angie Lara        | COL Colômbia                        | –2 LAP  |        |
| 13                | Inés Gutiérrez    | ARG Argentina                       | –2 LAP  |        |
| 14                | Isabella Gómez    | CRC Costa Rica                      | –3 LAP  |        |
| 15                | Yarela González   | CHI Chile                           | –5 LAP  |        |
| 15                | Daniela Campuzano | MEX México                          | DNF     |        |